# Ashes You Leave
Ashes You Leave ist eine 1995 gegründete kroatische Death-Doom- und Gothic-Metal-Band.

## Geschichte
Ashes You Leave wurde im Jahr 1995 in Rijeka, Kroatien gegründet. Nachdem die Gruppe zwei Demos veröffentlicht hatte, erhielt sie größere Aufmerksamkeit von mehreren Labels, darunter auch Morbid Records aus Deutschland, bei der die Gruppe schließlich einen Vertrag unterschrieb.
Im Jahr 1998 erfolgte der Release des Debütalbums The Passage Back to Life über Morbid Records. Zu diesem Zeitpunkt spielte die Gruppe Metal im Stil von My Dying Bride, welches die Lieblingsgruppe der Musiker von Ashes You Leave war. Ein Jahr später wurde mit Desperate Existence das zweite Album über das deutsche Label herausgebracht. Mit The Inheritance of Sin and Shame folgte das bereits dritte Album innerhalb von drei Jahren. Zu diesem Zeitpunkt spielte Ashes You Leave ihre erste Tour durch Europa. Kurz nach dem Release des dritten Albums musste die Gruppe nach einer neuen Sängerin suchen, da die eigentliche Sängerin aufgrund persönlicher Probleme aussteigen musste. In Marina wurde die neue Sängerin gefunden. Sie war vor dem Engagement bei Ashes You Leave als Sängerin im Chor Putokazi aktiv. 2002 erfolgte schließlich die Veröffentlichung des vierten Studioalbums, das Fire heißt. Nachdem Fire veröffentlicht worden war, stieg die Gruppe bei Morbid Records aus.
Zwischenzeitlich konnte die Gruppe auf den großen europäischen Metalfestivals auftreten. So fanden Auftritte beim Summerbreeze 2002, beim Metal Female Voices Fest 2004, dem Metalcamp 2010, dem Wave-Gotik-Treffen 2010 und dem Metalfest 2012 in Kroatien.
2009 unterschrieb die Gruppe einen Vertrag mit dem griechischen Label Sleaszy Rider Records, wo das sechste Album mit dem Titel Songs of The Lost produziert und veröffentlicht wurde. Im Jahr 2011 wechselte die Gruppe erneut das Label zu Rock N Growl Records.

## Diskografie
- 1998: The Passage Back to Life (Morbid Records)
- 1999: Desperate Existence (Morbid Records)
- 2000: The Inheritance of Sin and Shame (Morbid Records)
- 2002: Fire (Morbid Records)
- 2009: Songs of The Lost (Sleaszy Rider Records)
- 2012: The Cure for Happiness (Rock'n'Growl)